# Humit

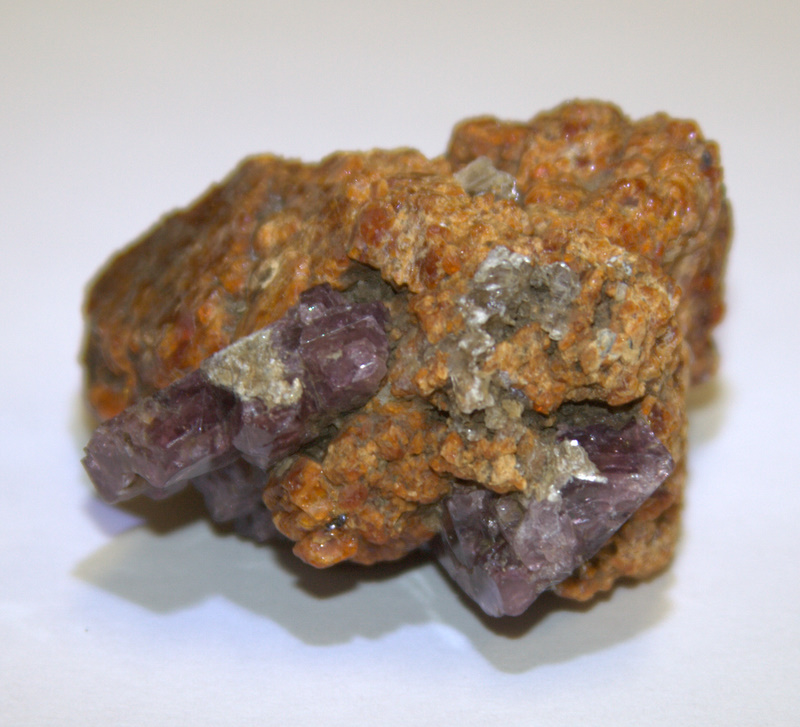
Humit ze Spinelem, Wietnam

Humit – minerał z gromady krzemianów, zasadowy fluorokrzemian magnezu i żelaza o wzorze chemicznym (Mg,Fe)7(SiO4)3(F,OH)2. Nazwa pochodzi od nazwiska angielskiego kolekcjonera minerałów Abrahama Hume'a.

## Właściwości
Minerał tworzy kryształy o pokroju krótkosłupkowym, często wydłużone o nieregularnym zakończeniu słupa, mogą być pseudoheksagonalne. Występuje w skupieniach zbitych, ziarnistych i wrosłych. Ma barwę białą, żółtą, pomarańczową, brunatnożółtą, brunatną, bywa też bezbarwny. Jest minerałem kruchym, przezroczystym do przeświecającego, o szklistym lub tłustym połysku i białej rysie. Ulega serpentynizacji. Częstymi zanieczyszczeniami w strukturze są tytan, glin, mangan i wapń.

## Występowanie
Stanowi składnik wapieni i dolomitów zmetamorfizowanych regionalnie lub kontaktowo oraz law i bomb wulkanicznych, niektórych utworów żyłowych i złóż rud. Bywa spotykany w marmurach, skarnach, niektórych serpentynitach oraz łupkach talkowych. Towarzyszą mu kalcyt, spinel, forsteryt, grafit, magnetyt, aragonit, diopsyd i chondrodyt. 
Należy do minerałów rzadkich. Występuje we Włoszech (Monte Somma, Wezuwiusz), Hiszpanii (Andaluzja), Finlandii (Pargas), Szwecji (Filipstad, Värmland), Chinach, Szwecji, Rosji (rejon Bajkału), Stanach Zjednoczonych (Nowy Jork) i Madagaskarze.
W Polsce stwierdzony w przeobrażeniowych wapieniach w Kowarach i Złotym Stoku.

## Zastosowanie
Humit jest cenionym kamieniem kolekcjonerskim.